# Christian Congregation of Jehovah’s Witnesses
A Jehova Tanúi Keresztény Gyülekezete (angolul: Christian Congregation of Jehovah's Witnesses) egy szervezet, amelyet Jehova Tanúi azzal a céllal hoztak létre, hogy a gyülekezeteik ügyeit szervezzék meg Amerikai Egyesült Államokban.

## Alapítása
2001 januárjában az amerikai szervezeti ág bizottsága hozta létre. Ma az Egyesült Államokban, a Turks- és Caicos-szigeteken és a Bermudákon folyamatosan felügyeli a prédikálást.

## Szerepe
Ma ez működteti mind a Watch Tower Bible and Tract Society of Pennsylvania és a Watchtower Bible and Tract Society of New York, Inc. nagyvállalatokat. Továbbá utasíthatja az utazó felvigyázókat, a helyi gyülekezetek véneit vagy a vének testületét; valamint az utazó felvigyázókat utasíthatja, hogy utasítsák valamire az általuk meglátogatott véneket, vének testületeit.
A körzetfelvigyázók, kerület-felvigyázók, a gyülekezeti vének testületei mind a cég karjai; a kommunikációt valósítják meg a cégtől a gyülekezetek felé. A szervezet által a Jehova Tanúi Vezető Testülete is ezt a csatornát használja. Ezen felül a gyülekezetek összejöveteleit is ők szervezik világszerte.